# Liste der Baudenkmale in Nordstemmen
In der Liste der Baudenkmale in Nordstemmen sind alle Baudenkmale der niedersächsischen Gemeinde Nordstemmen aufgelistet. Die Quelle der Baudenkmale ist der Denkmalatlas Niedersachsen. Der Stand der Liste ist der 25. Juli 2020.

## Allgemein
In den Spalten befinden sich folgende Informationen:
- Lage: die Adresse des Baudenkmales und die geographischen Koordinaten. Kartenansicht, um Koordinaten zu setzen. In der Kartenansicht sind Baudenkmale ohne Koordinaten mit einem roten Marker dargestellt und können in der Karte gesetzt werden. Baudenkmale ohne Bild sind mit einem blauen Marker gekennzeichnet, Baudenkmale mit Bild mit einem grünen Marker.
- Bezeichnung: Bezeichnung des Baudenkmales
- Beschreibung: die Beschreibung des Baudenkmales. Unter § 3 Abs. 2 NDSchG werden Einzeldenkmale und unter § 3 Abs. 3 NDSchG Gruppen baulicher Anlagen und deren Bestandteile ausgewiesen.
- ID: die Objekt-ID des Baudenkmales
- Bild: ein Bild des Baudenkmales, ggf. zusätzlich mit einem Link zu weiteren Fotos des Baudenkmals im Medienarchiv Wikimedia Commons. Wenn man auf das Kamerasymbol klickt, können Fotos zu Baudenkmalen aus dieser Liste hochgeladen werden:

## Nordstemmen

### Gruppe: Bahnhof Nordstemmen
Die Gruppe „Bahnhof Nordstemmen“ hat die ID 41127741.

| Lage                                   | Bezeichnung     | Beschreibung | ID       | Bild           |
| -------------------------------------- | --------------- | ------------ | -------- | -------------- |
| 52° 10′ 2″ N, 9° 47′ 24″ O             | Empfangsgebäude |              | 34525749 | Weitere Bilder |
| Hauptstraße 52° 10′ 5″ N, 9° 47′ 29″ O | Wagenremise     |              | 41128197 |                |
| Hauptstraße 52° 10′ 0″ N, 9° 47′ 21″ O | Betriebsgebäude |              | 41127731 |                |

### Gruppe: Evangelische Kirche, Pfarrhaus, Küsterhaus, Hofanlage
Die Gruppe „Evangelische Kirche, Pfarrhaus, Küsterhaus, Hofanlage“ hat die ID 34457901.

| Lage                                      | Bezeichnung | Beschreibung | ID       | Bild           |
| ----------------------------------------- | ----------- | --- | -------- | -------------- |
| Kirchbrink 3 52° 9′ 29″ N, 9° 46′ 35″ O   | Kirche      | Die Kirche ist ein Bau der Neugotik und entstand von 1861 bis 1864. Der Entwurf stammt von F. A. L. Hellner. Der Turm stammt im Kern aus der Romanik und wurde aus Bruchstein erbaut. Der Pyramidenhelm des Turms wurde 1809 erbaut. | 34528145 |                |
| Kirchbring 3 52° 9′ 28″ N, 9° 46′ 34″ O   | Friedhof    | Auf dem Friedhof gibt es einige Grabsteine aus der Zeit Ende des 17. Jahrhunderts und des 18. Jahrhunderts. Aus diesen Grabsteine ragt der der Pastorentochter Margareta Ursula Starken heraus, die Pastorentochter starb 1699.      | 34528518 | Weitere Bilder |
| Hauptstraße 6 52° 9′ 31″ N, 9° 46′ 34″ O  | Stall       | | 34528810 |                |
| Hauptstraße 6 52° 9′ 32″ N, 9° 46′ 34″ O  | Wohnhaus    | | 34528634 |                |
| Hauptstraße 6 52° 9′ 32″ N, 9° 46′ 36″ O  | Scheune     | | 34528722 |                |
| Kirchbrink 2 52° 9′ 31″ N, 9° 46′ 38″ O   | Küsterhaus  | | 34528214 |                |
| Kirchbrink 1 52° 9′ 30″ N, 9° 46′ 37″ O   | Pfarrhaus   | | 34528236 |                |
| Kirchbrink 4 52° 9′ 31″ N, 9° 46′ 37″ O   | Schule      | | 34528258 |                |
| Hauptstraße 12 52° 9′ 30″ N, 9° 46′ 41″ O | Wohnhaus    | | 34528656 |                |
| Hauptstraße 12 52° 9′ 29″ N, 9° 46′ 40″ O | Stall       | | 34528744 |                |
| Hauptstraße 12 52° 9′ 30″ N, 9° 46′ 39″ O | Scheune     | | 34528832 |                |

### Gruppe: Hofanlage, Hauptstraße 60
Die Gruppe „Hofanlage, Hauptstraße 60“ hat die ID 34457931.

| Lage                                      | Bezeichnung | Beschreibung | ID       | Bild |
| ----------------------------------------- | ----------- | ------------ | -------- | ---- |
| Hauptstraße 60 52° 9′ 44″ N, 9° 46′ 54″ O | Wohnhaus    |              | 34529716 |      |
| Hauptstraße 60 52° 9′ 45″ N, 9° 46′ 56″ O | Scheune     |              | 34529400 |      |

### Gruppe: Jüdischer Friedhof, Bruchhöfenstraße
Die Gruppe „Jüdischer Friedhof, Bruchhöfenstraße“ hat die ID 34457887.

| Lage                                         | Bezeichnung | Beschreibung | ID       | Bild |
| -------------------------------------------- | ----------- | ------------ | -------- | ---- |
| Bruchshöfenstraße 52° 9′ 42″ N, 9° 46′ 45″ O | Friedhof    |              | 34527080 |      |

### Gruppe: Wohn-Geschäftshäuser, Hauptstr. 101, 102
Die Gruppe „Wohn-Geschäftshäuser, Hauptstr. 101, 102“ hat die ID 34457946.

| Lage                                       | Bezeichnung         | Beschreibung | ID       | Bild |
| ------------------------------------------ | ------------------- | ------------ | -------- | ---- |
| Hauptstraße 101 52° 9′ 55″ N, 9° 47′ 13″ O | Wohn-/Geschäftshaus |              | 34529742 |      |
| Hauptstraße 102 52° 9′ 55″ N, 9° 47′ 14″ O | Wohn-/Geschäftshaus |              | 34529764 |      |

### Gruppe: Wohnhäuser, Marienbergstr. 2, 4, 6
Die Gruppe „Wohnhäuser, Marienbergstr. 2, 4, 6“ hat die ID 34457960.

| Lage                                             | Bezeichnung | Beschreibung | ID       | Bild |
| ------------------------------------------------ | ----------- | ------------ | -------- | ---- |
| Marienberger Straße 2 52° 9′ 57″ N, 9° 47′ 11″ O | Wohnhaus    |              | 34529786 |      |
| Marienberger Straße 4 52° 9′ 57″ N, 9° 47′ 10″ O | Wohnhaus    |              | 34529808 |      |
| Marienberger Straße 6 52° 9′ 58″ N, 9° 47′ 10″ O | Wohnhaus    |              | 34529830 |      |

### Einzeldenkmale
| Lage                                            | Bezeichnung | Beschreibung | ID       | Bild |
| ----------------------------------------------- | ----------- | ------------ | -------- | ---- |
| Heyersumer Straße 6 52° 9′ 53″ N, 9° 47′ 17″ O  | Villa       |              | 34525789 |      |
| Heyersumer Straße 14 52° 9′ 51″ N, 9° 47′ 28″ O | Wohnhaus    |              | 34525809 |      |
| Hauptstraße 26 52° 9′ 31″ N, 9° 46′ 53″ O       | Zollhaus    |              | 34525769 |      |
| Brunnenstraße 2 52° 9′ 37″ N, 9° 46′ 53″ O      | Wohnhaus    |              | 34525729 |      |
| Am Feuerbrunnen 1 52° 9′ 37″ N, 9° 46′ 48″ O    | Wohnhaus    |              | 34525708 |      |
| Am Feuerbrunnen 1 52° 9′ 38″ N, 9° 46′ 49″ O    | Scheune     |              | 34526172 |      |

## Adensen

### Gruppe: Evangelische Kirche, Adenoyser Straße
Die Gruppe „Evangelische Kirche, Adenoyser Straße“ hat die ID 34457974.

| Lage                                           | Bezeichnung | Beschreibung | ID       | Bild           |
| ---------------------------------------------- | ----------- | --- | -------- | -------------- |
| Adenoyser Straße 7 52° 10′ 38″ N, 9° 43′ 46″ O | Kirche      | Die Kirche stammt vermutlich aus dem 13. Jahrhundert. Allerdings wurde immer wieder Teile hinzugefügt so ist der Strebepfeiler im nördlichen Seitenschiff mit 1484 datiert. Der Chor kam wohl 1503 hinzu. Im Inneren ist der Gurt des Hauptschiffes mit 1494 datiert. Von 1852 bis 1853 wurde die Kirche renoviert und neu ausgestattet. Im Turm befindet sich ein romanisches Kruzifix aus dem 12. oder 13. Jahrhundert. Die Taufe aus Sandstein wurde 1607 hergestellt. | 34529423 | Weitere Bilder |
| Adenoyser Straße 52° 10′ 39″ N, 9° 43′ 46″ O   | Kirchplatz  | | 34529446 |                |

### Gruppe: Hofanlage, Neustadt 3
Die Gruppe „Hofanlage, Neustadt 3“ hat die ID 34457988.

| Lage                                   | Bezeichnung | Beschreibung | ID       | Bild |
| -------------------------------------- | ----------- | ------------ | -------- | ---- |
| Neustadt 3 52° 10′ 44″ N, 9° 43′ 58″ O | Wohnhaus    |              | 34529875 | BW   |
| Neustadt 3 52° 10′ 45″ N, 9° 43′ 57″ O | Gebäude     |              | 34529963 | BW   |
| Neustadt 3 52° 10′ 45″ N, 9° 43′ 59″ O | Gebäude     |              | 34529963 | BW   |

### Gruppe: Hofanlage, Dorfstraße 17
Die Gruppe „Hofanlage, Dorfstraße 17“ hat die ID 34459856.

| Lage                                      | Bezeichnung              | Beschreibung | ID       | Bild |
| ----------------------------------------- | ------------------------ | ------------ | -------- | ---- |
| Dorfstraße 17 52° 10′ 35″ N, 9° 43′ 54″ O | Scheune                  |              | 34529285 | BW   |
| Dorfstraße 17 52° 10′ 35″ N, 9° 43′ 54″ O | Zwischenbau              |              | 34529262 | BW   |
| Dorfstraße 17 52° 10′ 34″ N, 9° 43′ 54″ O | Wohn-/Wirtschaftsgebäude |              | 34529236 | BW   |

### Einzeldenkmale
| Lage                                           | Bezeichnung                       | Beschreibung                    | ID       | Bild           |
| ---------------------------------------------- | --------------------------------- | ------------------------------- | -------- | -------------- |
| Adenoyser Straße 1 52° 10′ 43″ N, 9° 43′ 45″ O | Schule                            |                                 | 34525255 | BW             |
| Adenoyser Straße 3 52° 10′ 40″ N, 9° 43′ 44″ O | Pfarrhaus                         |                                 | 34525275 | BW             |
| Neustadt 20 52° 10′ 42″ N, 9° 43′ 46″ O        | Scheune                           |                                 | 34526105 | BW             |
| Bergwinkelsweg 3 52° 10′ 41″ N, 9° 43′ 58″ O   | Wohnhaus                          |                                 | 34525317 | BW             |
| B 3, km 22,520 52° 10′ 12″ N, 9° 44′ 40″ O     | Meilenstein (Entfernungsanzeiger) | Hannoverscher Ganzmeilenobelisk | 34525296 | Weitere Bilder |

## Barnten

### Gruppe: Kirche, Hofanlage, Barntener Platz
Die Gruppe „Kirche, Hofanlage, Barntener Platz“ hat die ID 34458002.

| Lage                                          | Bezeichnung              | Beschreibung                                                   | ID       | Bild |
| --------------------------------------------- | ------------------------ | -------------------------------------------------------------- | -------- | ---- |
| Barntener Platz 52° 12′ 11″ N, 9° 49′ 2″ O    | Kirche                   |                                                                | 34529513 |      |
| Barntener Platz 52° 12′ 10″ N, 9° 49′ 2″ O    | Einfriedung              |                                                                | 34529852 | BW   |
| Landesstraße 10 52° 12′ 9″ N, 9° 49′ 4″ O     | Wohnhaus                 |                                                                | 34529603 | BW   |
| Landesstraße 14 52° 12′ 9″ N, 9° 49′ 3″ O     | Scheune                  |                                                                | 34530007 | BW   |
| Landesstraße 14 52° 12′ 8″ N, 9° 49′ 3″ O     | Wegepflasterung          |                                                                | 34529672 | BW   |
| Barntener Platz 2 52° 12′ 10″ N, 9° 49′ 0″ O  | Wohnhaus                 |                                                                | 34529897 |      |
| Barntener Platz 52° 12′ 9″ N, 9° 49′ 1″ O     | Kriegerdenkmal           | Das Denkmal erinnert an die Gefallenen des Ersten Weltkrieges. | 34529536 |      |
| Barntener Platz 2 52° 12′ 10″ N, 9° 48′ 59″ O | Scheune                  |                                                                | 34530073 | BW   |
| Barntener Platz 1 52° 12′ 9″ N, 9° 49′ 0″ O   | Wohn-/Wirtschaftsgebäude |                                                                | 34529559 | BW   |
| Leinestraße 2 52° 12′ 9″ N, 9° 48′ 58″ O      | Wohnhaus                 |                                                                | 34529941 | BW   |
| Leinestraße 2 52° 12′ 10″ N, 9° 48′ 58″ O     | Scheune                  |                                                                | 34530029 | BW   |

### Gruppe: Hofanlage, Landesstraße 18
Die Gruppe „Hofanlage, Landesstraße 18“ hat die ID 34457703.

| Lage                                      | Bezeichnung             | Beschreibung | ID       | Bild |
| ----------------------------------------- | ----------------------- | ------------ | -------- | ---- |
| Landesstraße 18 52° 12′ 6″ N, 9° 49′ 0″ O | Wohnhaus                |              | 34529131 | BW   |
| Landesstraße 18 52° 12′ 7″ N, 9° 49′ 1″ O | Längsdurchfahrtsscheune |              | 34529157 | BW   |

### Gruppe: Hofanlage, Landesstraße 30
Die Gruppe „Hofanlage, Landesstraße 30“ hat die ID 34458030.

| Lage                                       | Bezeichnung       | Beschreibung | ID       | Bild |
| ------------------------------------------ | ----------------- | ------------ | -------- | ---- |
| Landesstraße 30 52° 12′ 2″ N, 9° 48′ 58″ O | Wohnhaus          |              | 34527127 | BW   |
| Landesstraße 30 52° 12′ 2″ N, 9° 48′ 58″ O | Anbau             |              | 34527592 | BW   |
| Landesstraße 30 52° 12′ 1″ N, 9° 48′ 56″ O | Rössinger Edelhof |              | 34527437 | BW   |

### Einzeldenkmale
| Lage                                        | Bezeichnung     | Beschreibung | ID       | Bild           |
| ------------------------------------------- | --------------- | ------------ | -------- | -------------- |
| Glückaufstraße 52° 11′ 55″ N, 9° 49′ 37″ O  | Windmühle       |              | 34525379 | BW             |
| Landesstraße 48 52° 11′ 43″ N, 9° 48′ 53″ O | Empfangsgebäude |              | 34525400 | Weitere Bilder |

## Burgstemmen

### Gruppe: Burganlage Poppenburg
Die Gruppe „Burganlage, Poppenburg“ hat die ID 34458059.

| Lage                                            | Bezeichnung    | Beschreibung                                                           | ID       | Bild           |
| ----------------------------------------------- | -------------- | ---------------------------------------------------------------------- | -------- | -------------- |
| Poppenburger Straße 4 52° 8′ 52″ N, 9° 46′ 6″ O | Kirche         | 1785/86 im Palas der Burg Poppenburg eingerichtete katholische Kirche. | 34526457 | Weitere Bilder |
| Am Paradies 15 52° 8′ 52″ N, 9° 46′ 7″ O        | Pfarrhaus      |                                                                        | 34526435 | BW             |
| Am Paradies 15 52° 8′ 54″ N, 9° 46′ 8″ O        | Schafmeisterei |                                                                        | 34526569 | BW             |
| Poppenburger Straße 2 52° 8′ 51″ N, 9° 46′ 6″ O | Wohnhaus       | Das ehemalige Wirts- und Zollhaus befindet sich südlich der Kirche.    | 34526712 | BW             |
| Poppenburger Straße 4 52° 8′ 54″ N, 9° 46′ 9″ O | Park           |                                                                        | 34526618 |                |
| Poppenburger Straße 4 52° 8′ 56″ N, 9° 46′ 9″ O | Kreuzstein     |                                                                        | 34526641 |                |

### Gruppe: Evangelische Kirche, Pfarrhaus, Bethelner Straße
Die Gruppe „Evangelische Kirche, Pfarrhaus, Bethelner Straße“ hat die ID 34458044.

| Lage                                           | Bezeichnung | Beschreibung | ID       | Bild           |
| ---------------------------------------------- | ----------- | ------------ | -------- | -------------- |
| Bethelner Straße 52° 8′ 33″ N, 9° 46′ 35″ O    | Kirche      |              | 34526480 | Weitere Bilder |
| Bethelner Straße 27 52° 8′ 32″ N, 9° 46′ 36″ O | Schule      |              | 34526547 | BW             |
| Bethelner Straße 52° 8′ 32″ N, 9° 46′ 37″ O    | Friedhof    |              | 34526503 | BW             |

### Einzeldenkmale
| Lage                                              | Bezeichnung      | Beschreibung                    | ID       | Bild |
| ------------------------------------------------- | ---------------- | ------------------------------- | -------- | ---- |
| Domänenweg 52° 8′ 56″ N, 9° 46′ 24″ O             | Wegekreuz        |                                 | 34526083 |      |
| Nordstraße 52° 8′ 58″ N, 9° 46′ 28″ O             | Windmühle        | Es ist eine Holländer-Windmühle | 34525462 |      |
| Poppenburger Straße 13 52° 8′ 56″ N, 9° 46′ 2″ O  | Scheune          |                                 | 34526808 | BW   |
| Obere Straße 17 52° 8′ 26″ N, 9° 46′ 26″ O        | Wohnhaus         | Es ist der Bockhof.             | 34525483 | BW   |
| Poppenburger Straße 7-9 52° 8′ 59″ N, 9° 46′ 4″ O | Brennereigebäude |                                 | 34526759 | BW   |

## Hallerburg

### Gruppe: Hofanlage, Hallerstraße 20
Die Gruppe „Hofanlage, Hallerstraße 20“ hat die ID 34458146.

| Lage                                        | Bezeichnung              | Beschreibung | ID       | Bild |
| ------------------------------------------- | ------------------------ | ------------ | -------- | ---- |
| Hallerstraße 20 52° 10′ 31″ N, 9° 42′ 59″ O | Wohn-/Wirtschaftsgebäude |              | 34527216 | BW   |
| Hallerstraße 20 52° 10′ 30″ N, 9° 43′ 0″ O  | Scheune                  |              | 34527371 | BW   |
| Hallerstraße 20 52° 10′ 30″ N, 9° 43′ 2″ O  | Einfriedung              |              | 42089889 | BW   |

### Einzeldenkmale
| Lage                                        | Bezeichnung | Beschreibung | ID       | Bild |
| ------------------------------------------- | ----------- | ------------ | -------- | ---- |
| Am Tiergarten 7 52° 10′ 32″ N, 9° 42′ 50″ O | Hirtenhaus  |              | 34525525 | BW   |

## Rössing

### Gruppe: Schloßanlage, Unter den Eichen
Die Gruppe „Schloßanlage, Unter den Eichen“ hat die ID 34458332.

| Lage                                           | Bezeichnung   | Beschreibung | ID       | Bild |
| ---------------------------------------------- | ------------- | ------------ | -------- | ---- |
| Unter den Eichen 3 52° 11′ 2″ N, 9° 48′ 57″ O  | Schloss       | Rittergut I  | 34529308 |      |
| Unter den Eichen 3 52° 11′ 1″ N, 9° 48′ 54″ O  | Wasserflächen |              | 34529108 | BW   |
| Unter den Eichen 3 52° 10′ 59″ N, 9° 48′ 54″ O | Grünflächen   |              | 34529083 |      |

### Gruppe: Hofanlage, Kirchstraße 11
Die Gruppe „Hofanlage, Kirchstraße 11“ hat die ID 34458304.

| Lage                                       | Bezeichnung | Beschreibung | ID       | Bild |
| ------------------------------------------ | ----------- | ------------ | -------- | ---- |
| Kirchstraße 11 52° 10′ 57″ N, 9° 48′ 44″ O | Scheune     |              | 34529185 | BW   |
| Kirchstraße 11 52° 10′ 58″ N, 9° 48′ 46″ O | Stall       |              | 34529210 | BW   |
| Kirchstraße 11 52° 10′ 56″ N, 9° 48′ 47″ O | Wohnhaus    |              | 34529010 | BW   |

### Gruppe: Hofanlage, Friedrichstraße 1
Die Gruppe „Hofanlage, Friedrichstraße 1“ hat die ID 34458290.

| Lage                                          | Bezeichnung | Beschreibung | ID       | Bild |
| --------------------------------------------- | ----------- | ------------ | -------- | ---- |
| Friedrichstraße 1 52° 10′ 53″ N, 9° 48′ 48″ O | Scheune     |              | 34528854 | BW   |
| Friedrichstraße 1 52° 10′ 53″ N, 9° 48′ 49″ O | Wohnhaus    |              | 34528678 | BW   |
| Friedrichstraße 1 52° 10′ 52″ N, 9° 48′ 48″ O | Stall       |              | 34528766 | BW   |

### Einzeldenkmale
| Lage                                        | Bezeichnung    | Beschreibung  | ID       | Bild |
| ------------------------------------------- | -------------- | ------------- | -------- | ---- |
| Unter den Eichen 52° 11′ 4″ N, 9° 48′ 58″ O | Brücke         |               | 34526018 | BW   |
| Lange Straße 17 52° 11′ 7″ N, 9° 48′ 52″ O  | Wohnhaus       | Rittergut II  | 34525956 |      |
| Leinkamp 52° 11′ 3″ N, 9° 48′ 37″ O         | Kriegerdenkmal | 1866, 1870/71 | 34525829 | BW   |
| Kirchstraße 3 52° 10′ 59″ N, 9° 48′ 36″ O   | Schule         |               | 34525871 | BW   |
| Kirchstraße 52° 10′ 59″ N, 9° 48′ 41″ O     | Kirche         |               | 34525850 |      |
| Pfarrstraße 1 52° 10′ 56″ N, 9° 48′ 40″ O   | Pfarrhaus      |               | 34525998 |      |